# Anthony Carlisle

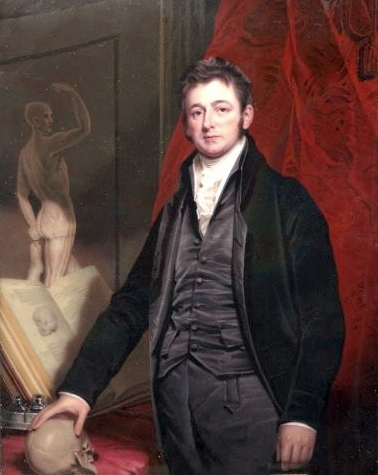
Anthony Carlisle (Henry Bone, 1827)

Sir Anthony Carlisle (Stillington, 15 februari 1768 – Londen, 2 november 1840) was een Engels chirurg en wetenschapper.
In 1800 ontdekten hij en William Nicholson elektrolyse van water, wat het begin inleidde van de elektrochemie. Met behulp van een zuil van Volta lieten ze een elektrische stroom door water lopen, waardoor het ontleedde in de elementen waterstof en zuurstof. In 1804 werd hij gekozen tot lid van de Royal Society.